# Tasaday
Os Tasaday (tɑˈsɑdɑj) são um povo indígena filipino da área do Lago Sebu em Mindanao. São considerados pertencentes ao grupo Lumad, junto com os outros grupos indígenas da ilha.
Atraíram a atenção da mídia em 1971, quando um jornalista da Manila Associated Press relatou sua descoberta. Conforme noticiado na imprensa, viviam ainda na "Idade da Pedra" e em completo isolamento do resto da sociedade filipina. O mesmo ocorreu na década de 1980, quando alguns acusaram os Tasaday de viver na selva e falar em seu dialeto como sendo parte de uma fraude elaborada e surgiram dúvidas sobre seu isolamento e até mesmo sobre ser um grupo étnico separado.
Pesquisas posteriores tendem a apoiar o fato de serem uma tribo que ficou isolada até 1971 e que vivia como nômades caçadores-coletores. A língua Tasaday é diferente das tribos vizinhas e os linguistas acreditam que ela provavelmente se separou das línguas Manobo adjacentes há 200 anos.

## História

#### Descoberta dos Tasaday
Manuel Elizalde era o chefe da PANAMIN, a agência governamental filipina criada em 1968 para proteger os interesses das minorias culturais. Ele era filho de um pai rico de linhagem espanhola e mãe americana. Ele era amigo do falecido ditador Marcos. Assumiu o crédito pela descoberta dos Tasaday, no dia 7 de junho de 1971, logo depois que um caçador local descalço chamado Blit disse a ele sobre um contato esporádico ao longo dos anos com um punhado de habitantes "primitivos" da floresta. Ele divulgou o fato para a mídia um mês depois e, com ajuda da população, começou a longa tarefa de explorar a floresta mais densa do mundo. Semanas depois, o caminho dos visitantes foi bloqueado por guardas da PANAMIN, que respondiam apenas a Elizalde e permitiam que apenas um seleto grupo de visitantes os encontrasse.

#### Introdução aos Tasaday

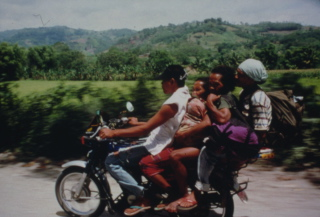
Tasadays andando de moto

Elizalde trouxe atenção da PANAMIN aos Tasaday, que financiou todos os esforços para encontrar, visitar e estudar os Tasaday. Com um pequeno grupo incluindo o guarda-costas de Elizalde, um piloto de helicóptero, um médico, uma estudante de Yale de 19 anos chamada Edith Terry e membros da tribo local para tentativas de interpretação, Elizalde encontrou os Tasaday em uma clareira arranjada na orla da floresta em junho de 1971.
Em março de 1972, outra reunião ocorreu entre os Tasaday, Elizalde e membros da imprensa e da mídia, incluindo a Associated Press e a National Geographic Society, desta vez na caverna isolada dos Tasaday. Esta reunião foi popularmente relatada por Kenneth MacLeish na edição de agosto de 1972 da National Geographic, que apresentava em sua capa uma fotografia do fotojornalista John Launois de um menino Tasaday escalando vinhas.
Desde essas primeiras reuniões e relatórios, o grupo foi sujeito a uma grande quantidade de publicidade, incluindo um documentário da National Geographic, The Last Tribes of Mindanao (exibido em 1 de dezembro de 1972). Os visitantes incluíam Charles A. Lindbergh e Gina Lollobrigida.

### Proibição de visitação
Em abril de 1972, o presidente filipino Ferdinand Marcos (a pedido de PANAMIN e Lindbergh) declarou 19.000 acres (182 km²) de terra ao redor das cavernas ancestrais de Tasaday como a Reserva Tasaday / Manobo Blit. Nessa época, onze antropólogos haviam estudado os Tasaday no campo, mas nenhum por mais de seis semanas e, em 1976, Marcos fechou a reserva para todos os visitantes. A razão para a proibição foi a lei marcial sob a qual o país estava. Estrangeiros não eram bem-vindos porque isso colocava o regime de Marcos sob mais escrutínio.

### Voo e retorno de Elizalde
Em 1983, algum tempo depois do assassinato do líder político da oposição filipina, Benigno Aquino Jr., Elizalde fugiu das Filipinas. Houve rumores de que ele fugiu e acabou gastando milhões de dólares de uma fundação criada para proteger os Tasaday.
Elizalde voltou para as Filipinas em 1987 e ficou até sua morte em 3 de maio de 1997, de leucemia. Durante esse período, de 1987 a 1990, Elizalde afirmou que gastou mais de um milhão de dólares americanos de um fundo sem fins lucrativos da Tasaday. Durante esse tempo, Elizalde também fundou a Tasaday Community Care Foundation, ou TCCF.

## Controvérsia
Depois que o presidente Marcos foi deposto em 1986, o antropólogo e jornalista suíço Oswald Iten, acompanhado por Joey Lozano (jornalista de Cotabato do Sul) e Datu Galang Tikaw (membro da tribo T'boli para servir como tradutor-chefe, embora ele não falasse Tasaday), fez uma visita não autorizada às cavernas Tasaday, onde passaram cerca de duas horas com seis Tasaday.
Ao retornar da floresta, Iten e Lozano relataram que as cavernas estavam desertas e ainda alegaram que os Tasaday eram simplesmente membros de tribos locais conhecidas que aparentavam viver na Idade da Pedra sob pressão de Elizalde. Muitos membros das tribos locais admitiram fingir ser Tasaday para ganhar dinheiro, reputação e outros itens.
Em meados da década de 1990, o professor Lawrence A. Reid (Universidade do Havaí, Departamento de Linguística, Emérito) escreveu que passou 10 meses com os Tasaday e grupos linguísticos vizinhos (1993-1996) e concluiu que eles "provavelmente eram tão isolados quanto afirmam, que realmente não estavam familiarizados com a agricultura, que sua língua era um dialeto diferente daquele falado pelo grupo vizinho mais próximo, e que não houve nenhuma brincadeira perpetrada pelo grupo original que relatou sua existência. A duração de seu isolamento, no entanto, foi provavelmente na faixa de 5-10 gerações, não em milhares de anos."
Em seu artigo 'Arqueologia Lingüística: Rastreando a Língua Tasaday', Reid afirma que, embora ele originalmente pensasse que um Tasaday individual chamado Belayem estava fabricando palavras, após uma análise detalhada das evidências linguísticas ele descobriu que cerca de 300 das formas de Belayem foram realmente usadas em línguas manobo do vale de Kulaman, um lugar que Belayem nunca havia visitado. Ele também menciona que um grupo semelhante foi mais tarde encontrado e confirmado vivendo como caçadores-coletores sem contato com outras tribos.

Os Tasaday eram provavelmente um grupo separado vivendo como coletores nas profundezas da selva, que raramente mantinham contato ou comércio com as pessoas vizinhas, mas provavelmente não eram uma cultura da Idade da Pedra. Thomas Headland, antropólogo especialista em tribos indígenas da Ásia, acredita que a verdade é uma mistura de ambos. “Os Tasaday eram uma farsa quando vistos como um grupo de atores pagos que desfilavam pela floresta vestindo folhas”, escreveu ele em um relatório de 2009 intitulado The Tasaday Controversy: Assessing The Evidence. “Eles eram autênticos se fossem vistos como um grupo de pessoas que vivem na floresta, capturados pela mídia.”